# (20693) Ramondiaz
(20693) Ramondiaz (1999 VV81) – planetoida z pasa głównego asteroid okrążająca Słońce w ciągu 5,51 lat w średniej odległości 3,12 j.a. Odkryta 5 listopada 1999 roku.